# Desmacella lampra
Desmacella lampra är en svampdjursart som beskrevs av de Laubenfels 1954. Desmacella lampra ingår i släktet Desmacella och familjen Desmacellidae.
Artens utbredningsområde är havet kring Mikronesien. Inga underarter finns listade i Catalogue of Life.